# Northrop Grumman X-47C
Northrop Grumman X-47C là một loại máy bay không người lái tàng hình. X-47A và X-47B là mẫu thiết kế trước là máy bay không người lái có thể "tàng hình", và nó cần phải tránh được radar. Theo kế hoạch nó có tải trọng tới 10.000 pound (4.500 kg), hơn hẳn so với X-47A.